# Église Notre-Dame-de-la-Nativité de Moret-sur-Loing
Pour les articles homonymes, voir Église Notre-Dame-de-la-Nativité.
L'église Notre-Dame-de-la-Nativité est un édifice religieux situé sur la commune-déléguée de Moret-sur-Loing, à Moret-Loing-et-Orvanne, dans le département français de Seine-et-Marne.

## Historique
La construction de l'église dura un peu plus de deux siècles, du XIIe siècle au XVe siècle, à l'endroit d'une ancienne église romane. La construction a débuté par l'abside et le chœur, au XIIe siècle, puis le transept au XIIIe siècle et la nef au XIVe siècle. Le clocher date de la même époque que la façade principale, du XVe siècle.
L'église est classée monuments historiques par la liste de 1840 et en 1921.
Le 24 août 1944, l'explosion d'un pont proche de l'église endommage le vitrail des fonts baptismaux, nommée « La Nativité de saint Jean-Baptiste ». Une aquarelle, représentant une partie de celui-ci, datant de 1907, est conservée au musée local. L'explosion toucha également le vitrail du tympan, au-dessus du portail. Il ne reste de l'ornement d'origine, dont une Trinité, que trois éléments du fleuron terminal d’un arbre de Jessé.
En septembre 2018, après un an de restauration et 184 000 euros de frais, la façade fait l'objet d'une nouvelle inauguration.

## Architecture
Le chœur, l'abside et le transept de l'église s'élèvent sur 3 niveaux. L'abside dispose d'un système de doubles oculi décalés, permettant une meilleure luminosité dans l'édifice. La lumière est également apportée par la présence d'une verrière. Il semble que l'architecture ait été influencée par celle de Notre-Dame-de-Paris.
La nef comporte 8 colonnes, surmontées de voûtes. Chacune de ses colonnes sont ornées d'un cartouche peint, représentant certains apôtres. L'on peut y voir notamment saint Pierre, tenant une clé, accompagné d'un coq à ses pieds.
La porte de la sacristie est ornée de 2 panneaux représentant des saints : sainte Apolline, saint Jean-Baptiste le Précurseur, sainte Catherine, sainte Barbe et saint Nicolas, plus un évêque. Elle fut offerte à l'église en 1874.

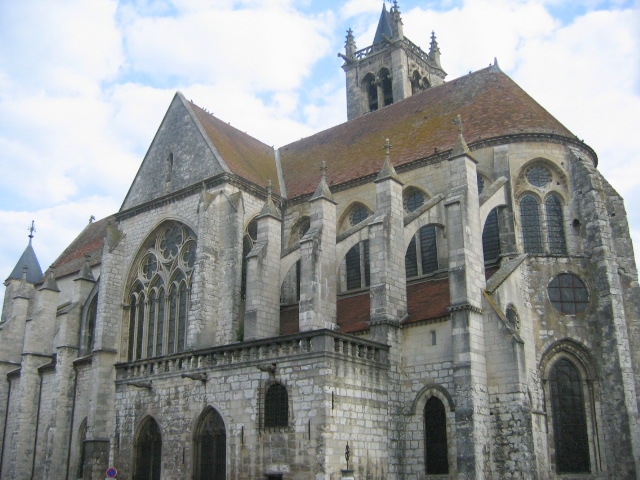
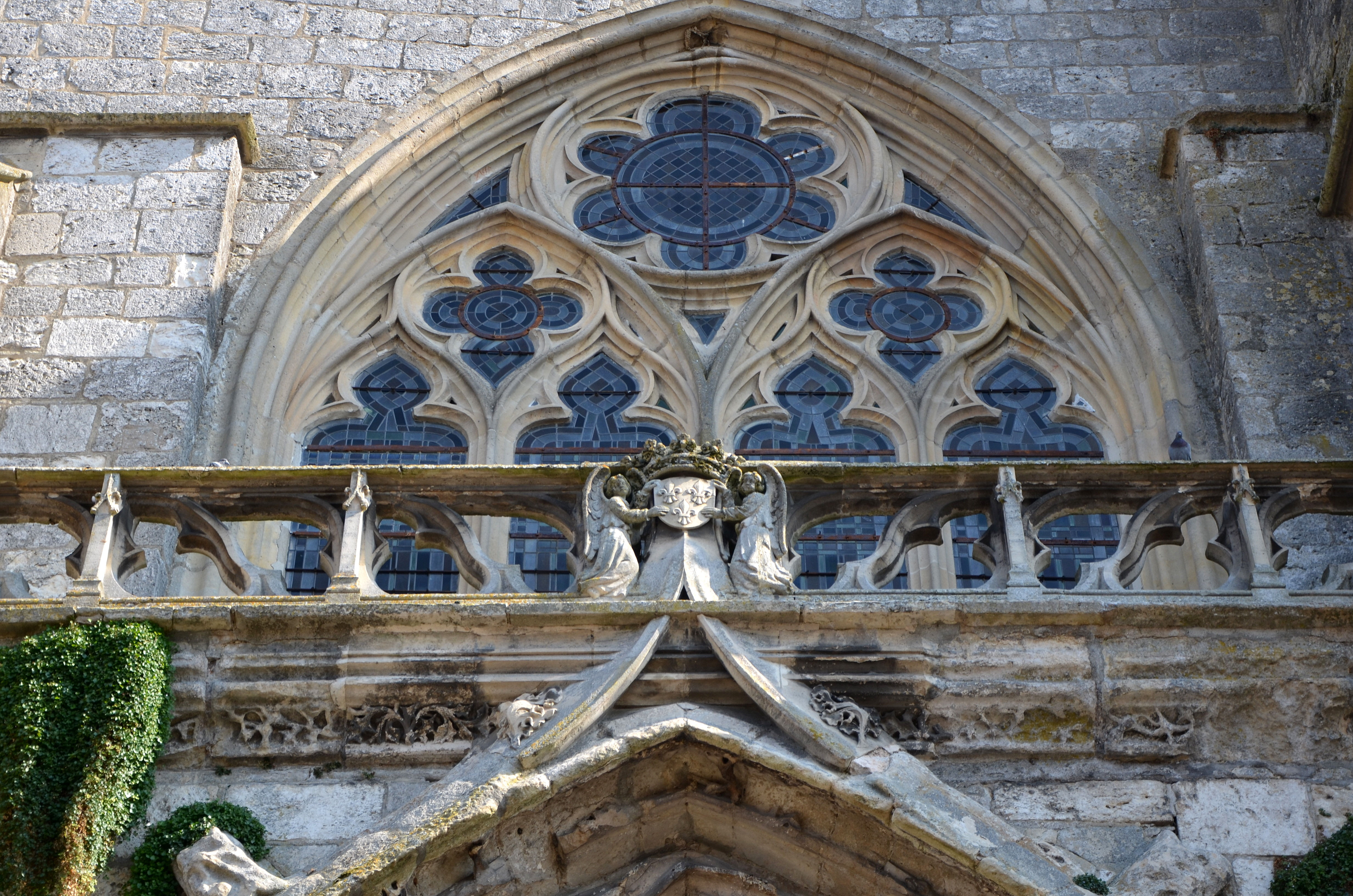
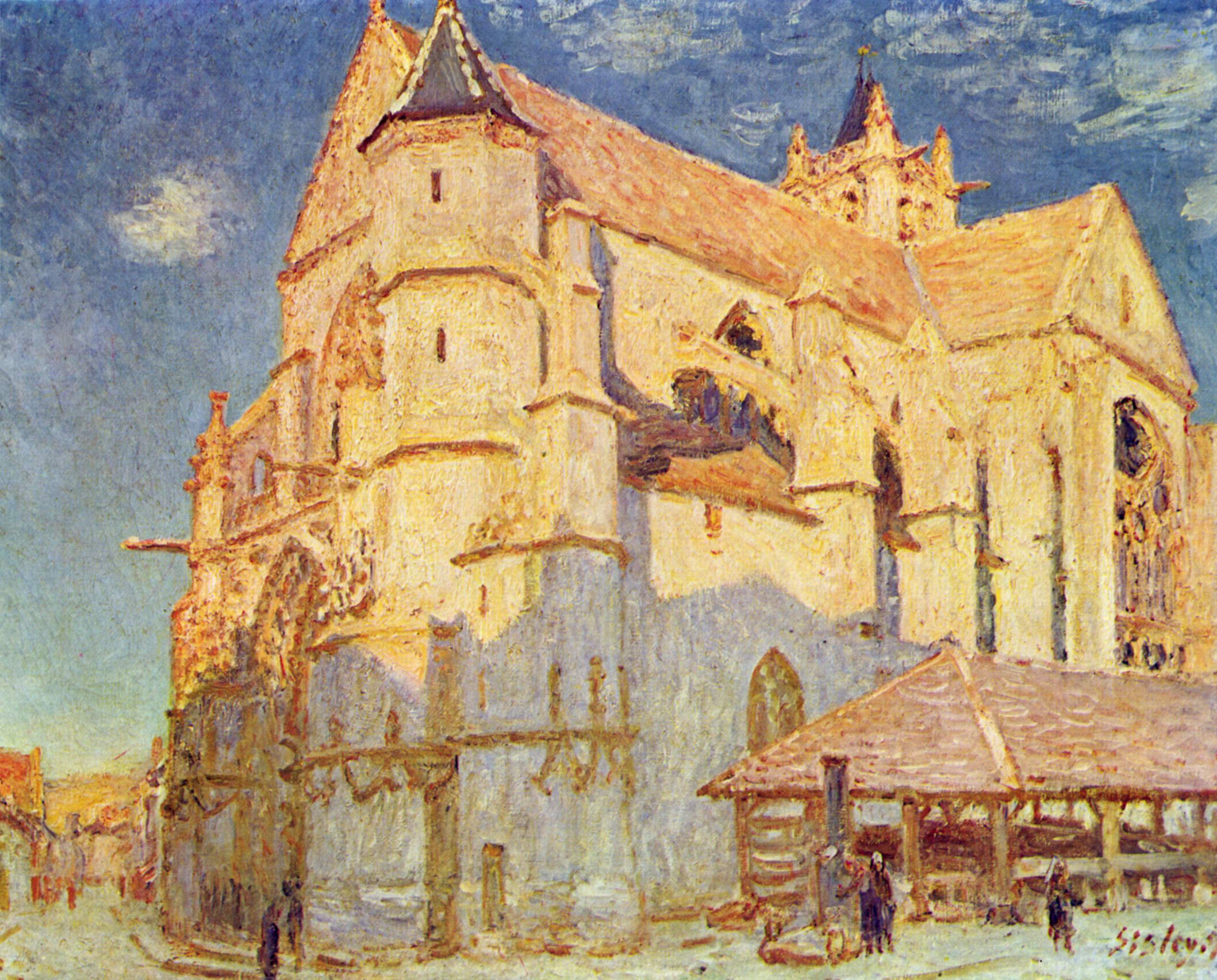
L'Église de Moret peinte par Alfred Sisley en 1893.
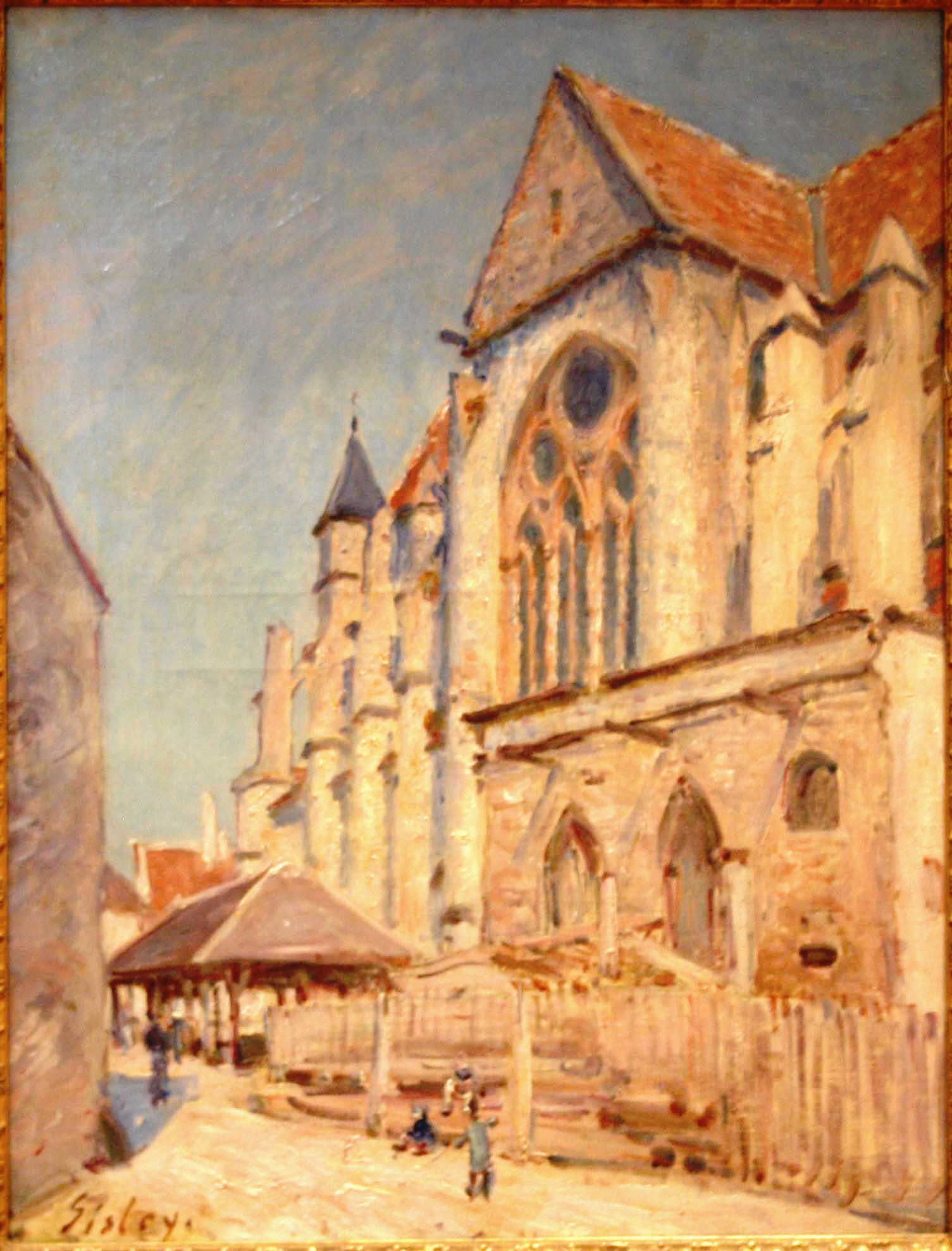
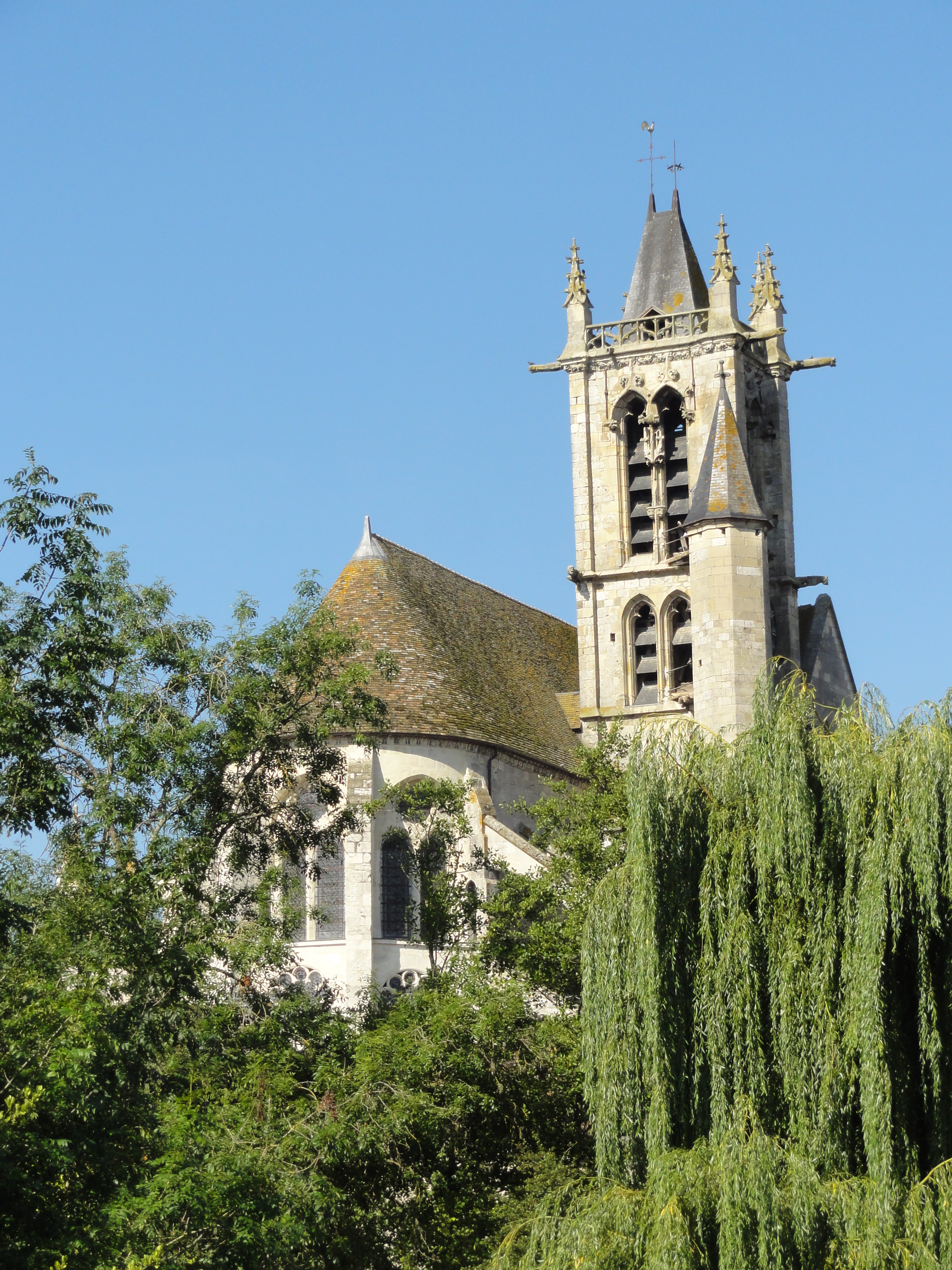
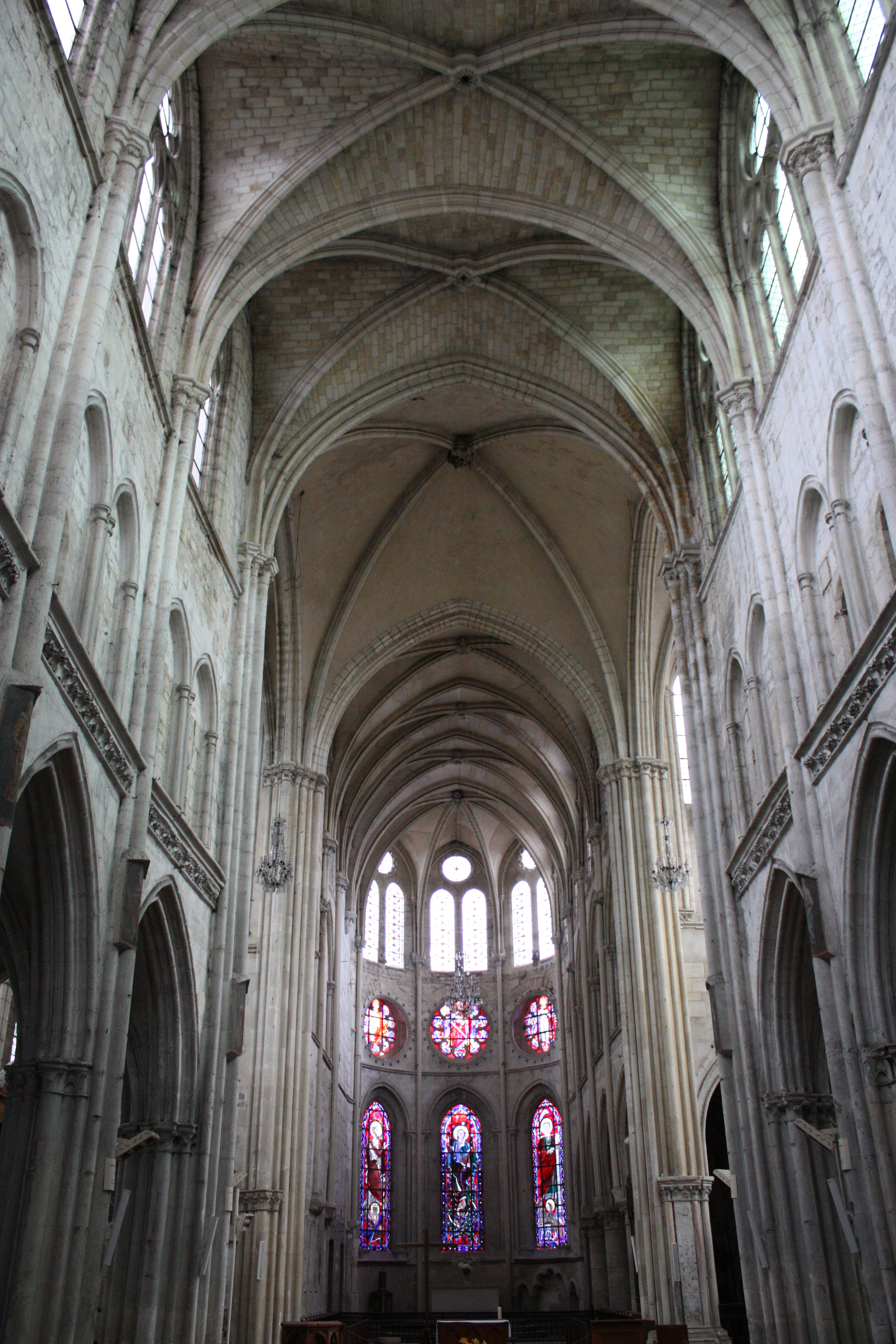
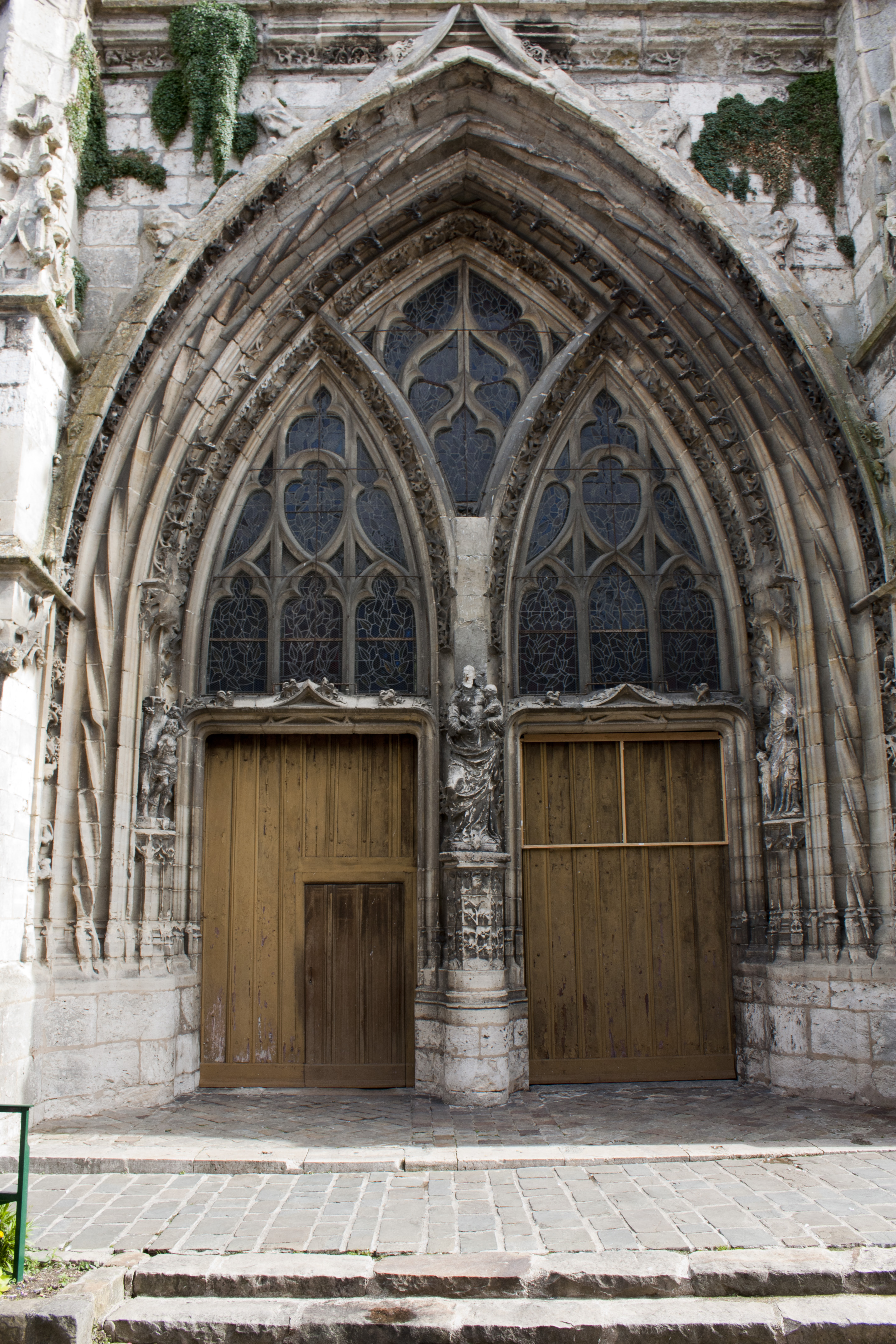

## Mobilier
Un premier orgue est installé le long du mur sud. La tribune date du XVe siècle. Le buffet est construit entre 1530 et 1540. En 1664 le facteur d'orgue François du Castel réalise un nouvel instrument, de 15 jeux sur un clavier et pédalier en tirasse. Il est amélioré par Alexandre Laurent en 1690. Après la Révolution française, l'état de délabrement de l'instrument est tel, qu'il ne sera plus utilisé, puis une partie de la tuyauterie vendue. La municipalité de Moret-sur-Loing décide de la restauration de l'instrument, dans les années 1980. Le facteur d'orgue Michel Girou, en Isère, prend en charge la partie buffet, au début des années 1990. Intégralement restauré qu'en l'an 2000, il ne retrouvera sa place dans l'église qu'en 2002. Un concert inaugural est joué par Ricardo Miravet, titulaire de la charge d'organiste à l'église Saint-Germain-l'Auxerrois de Paris, le 26 mai 2002.
Tribune sculptée du XVe siècle. Buffet d'orgues du XVIe siècle.
Plusieurs objets de l'église sont classés, en plus de la porte de la sacristie :
- deux cloches en bronze, dont une est annotée de "Faicte par l'église et fabrique de Notre Dame de Mont en Gatinois j'ai (été) nommée Marie lan mil VXXV"[7],[8]
- le vitrail de sainte Marguerite[9]
- le vitrail dit de la Vierge à l'Enfant[10]
- la statue de sainte Madeleine[11]
- les fonts baptismaux[12]
- la statue de sainte Anne et la Vierge[13]
- la statue de sainte Barbe[14]
- le Christ en croix[15]
- une porte à un vantail muni de vertevelles et de pentures en fer forgé[16]
- une statue Vierge à l'Enfant[17]